# Palazzo Doria-Tursi
Palazzo Doria-Tursi lub Palazzo Niccolò Grimaldi – pałac zbudowany po roku 1565 dla genueńskiego szlachcica Niccolò Grimaldiego (stąd jego druga nazwa), przeszedł pod koniec XVI wieku w ręce Giovanniego Andrei Dorii i jego syna Carla, księcia Tursi (stąd pierwsza nazwa). Od 1848 roku jest siedzibą władz gminy Genua. Od 2004 roku część jego wnętrz jest wykorzystywana dla poszerzenia galerii Palazzo Bianco, z którym jest połączony przez ogrody tarasowe.
Położony przy ulicy Garibaldi został, wraz z innymi renesansowymi i barokowymi pałacami Genui, wpisany w 2006 roku na listę światowego dziedzictwa UNESCO jako Genua: Le Strade Nuove i system pałaców Rolli.

## Historia

### XVI wiek
W 1564 roku genueński szlachcic Niccolò Grimaldi, noszący, z powodu swej zamożności, przydomek „il monarca” („monarcha”) nabył działkę sąsiadującą od zachodu z działką obecnego Palazzo Bianco, a od północy z klasztorem San Francesco i bastionem Castelletto. Po 1565 roku zlecił braciom Domenicowi i Giovanniemu Ponzellim zbudowanie dla siebie pałacu. Strome nachylenie terenu stało się okazją dla projektantów do wprowadzenia innowacyjnego rozwiązania architektonicznego, które dzięki sekwencji atrium-dziedziniec-monumentalne schody, stworzyło zaskakującą grę perspektyw. Zbudowany dla Grimaldiego pałac jest najbardziej majestatycznym budynkiem przy ulicy Garibaldi i jedynym położonym na trzech działkach, z dwoma dużymi ogrodami flankującymi budynek centralny. W 1597 roku pałac nabył Giovanni Andrea Doria dla swego syna Carla, księcia Tursi, któremu zawdzięcza swoją obecną nazwę. Do pałacu dobudowano wówczas obszerne loggie z widokiem na ulicę.

### XIX wiek
W 1820 roku pałac kupił na własne potrzeby król Sardynii, Wiktor Emanuel I. Z tej okazji nadworny architekt Randoni zbudował poza tylną ścianą wieżyczkę z zegarem. Poszerzenie tylnej części pałacu stało się możliwe dzięki rozbiórce klasztoru San Francesco. Przy tej okazji zaprojektowano i urządzono romantyczny w wyrazie ogród, który odtwarza plastycznie strukturalne i dekoracyjne elementy kościoła. W 1838 roku pałac został przekształcony w kolegium. Od 1848 roku jest siedzibą (ratuszem) gminy Genua. Budynek pałacu jest połączony z sąsiednim Palazzo Bianco.

### XX wiek
W latach 1960–1965 do pałacu dobudowano od strony wzgórza Castelletto Palazzo degli Uffici, zaprojektowany przez architektów Franca Albiniego i Frankę Helg.

### XXI wiek
Od 2004 roku część jego wnętrz jest wykorzystywana dla poszerzenia galerii Palazzo Bianco, z którym jest połączony przez ogrody tarasowe.

## Architektura
Elewacja pałacu charakteryzuje się zastosowaniem naprzemiennie różnokolorowych materiałów: różowego kamienia z Finale Ligure, szaro-czarnego łupku i  białego marmuru karraryjskiego. Główna fasada składa się z dwóch kondygnacji w różnych porządkach architektonicznych, posadowionych na solidnym przyziemiu. Pierwsze piętro ozdobione jest boniowanymi pilastrami, pomiędzy którymi znajdują się oryginalnie zaprojektowane okna. Podobny układ powtarza drugie piętro, z pilastrami w porządku doryckim. Wystroju plastycznego fasady dopełniają zwierzęce maszkarony umieszczone nad oknami obu kondygnacji. Marmurowy portal, ozdobiony herbem Genui prowadzi na podwyższony dziedziniec wewnętrzny, który tworzy atrium i schody. Pałac stanowi szczytowe osiągnięcie arystokratycznego budownictwa miejskiego.

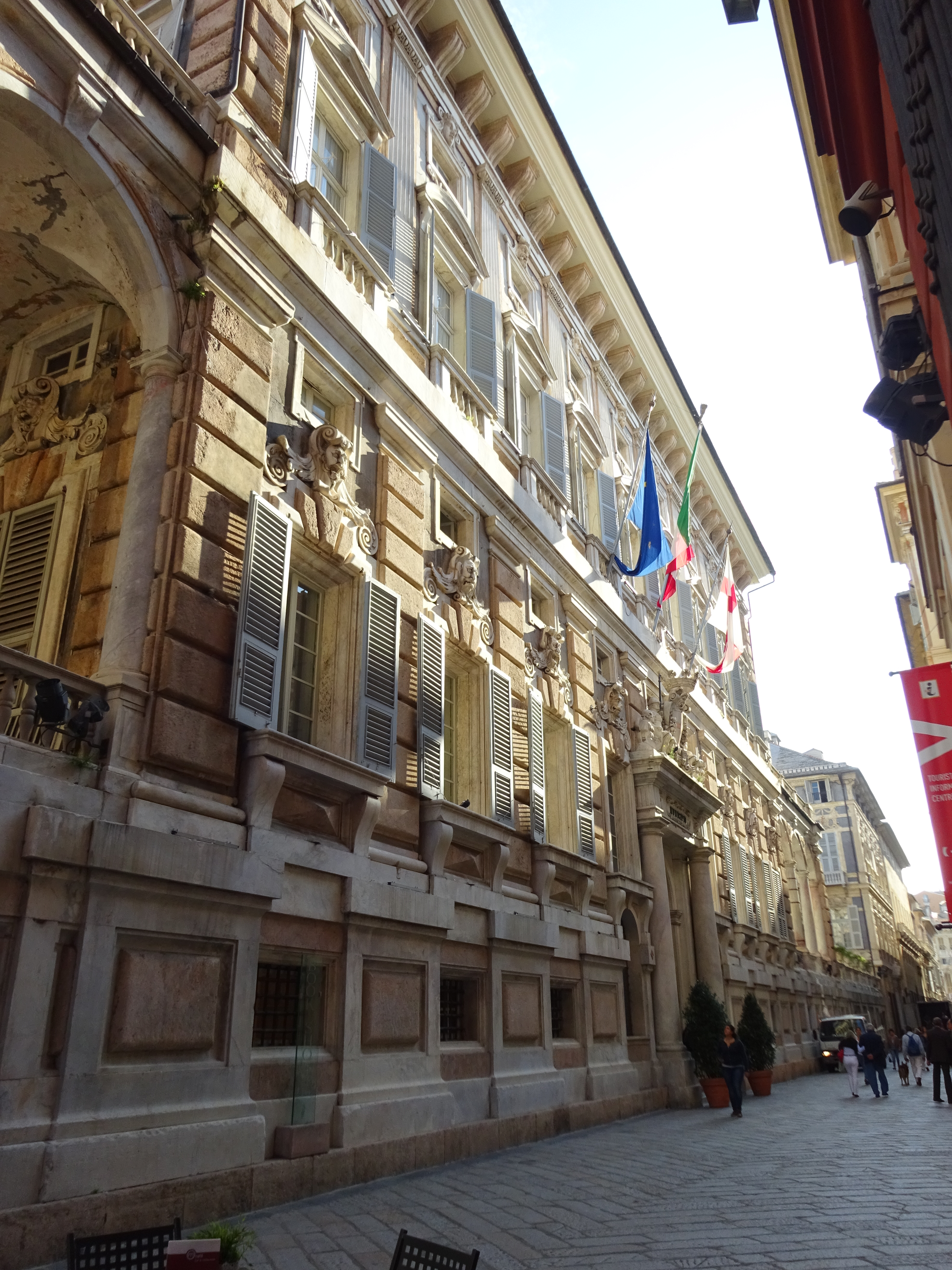
Fasada
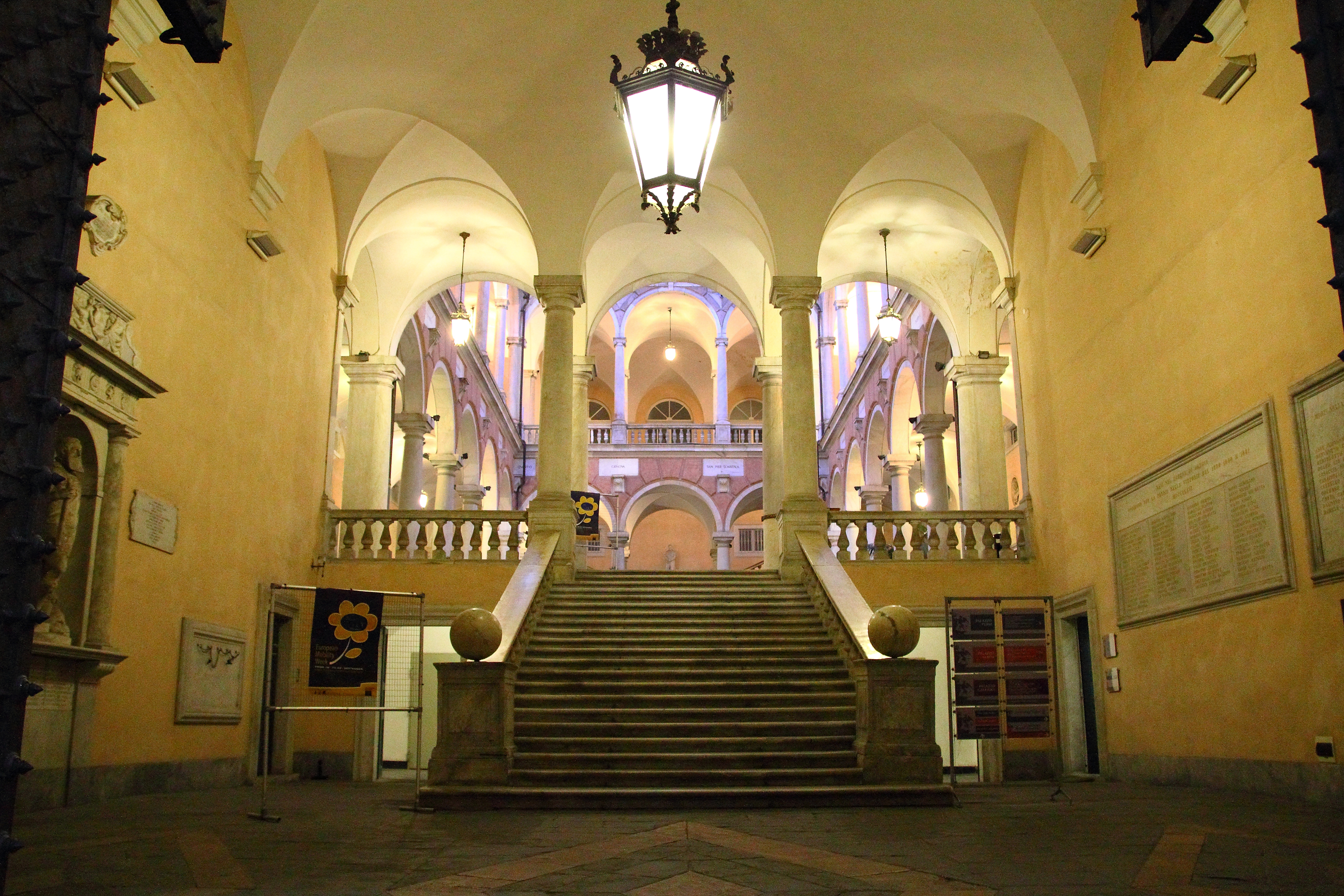
Schody
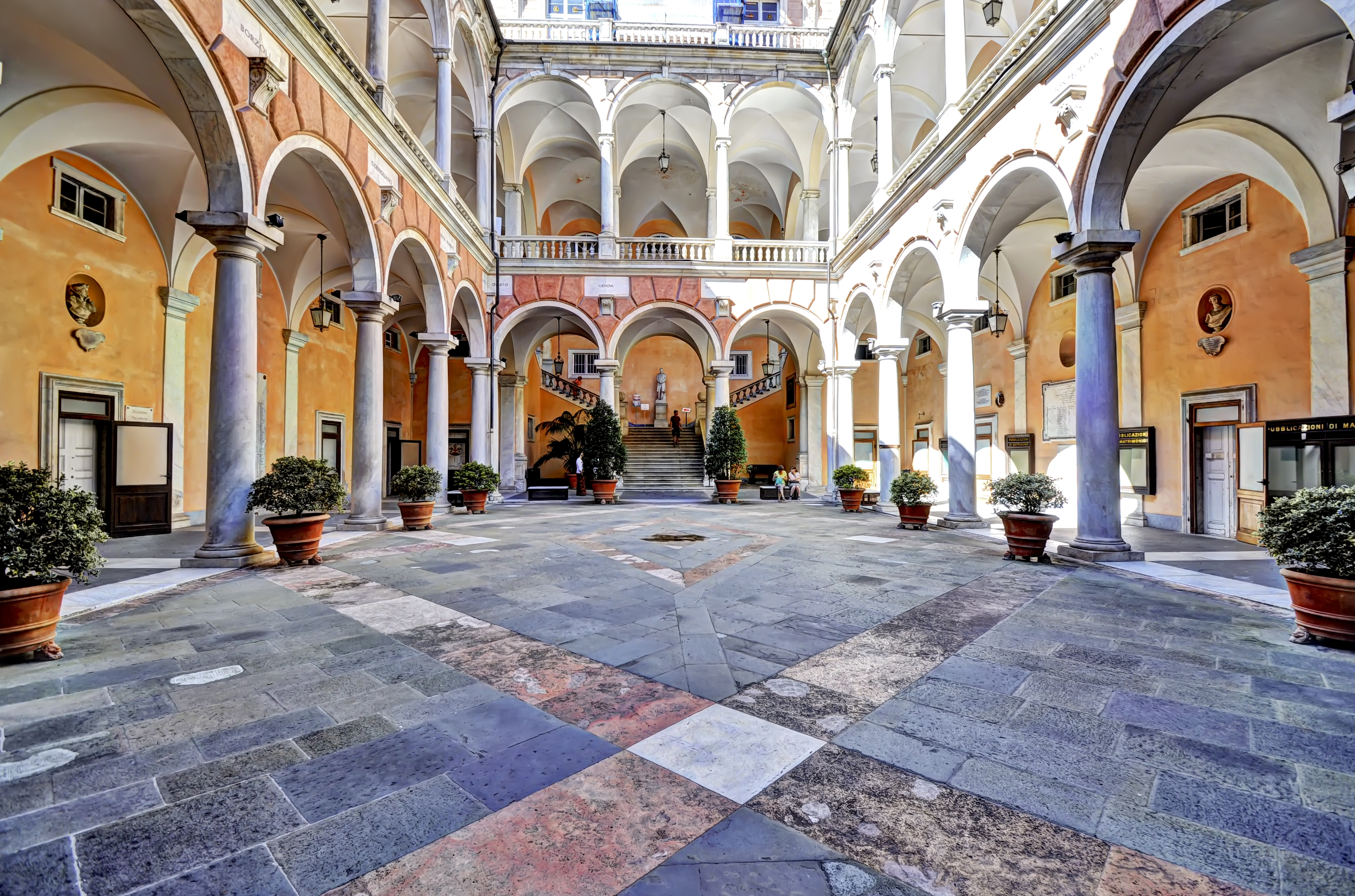
Atrium
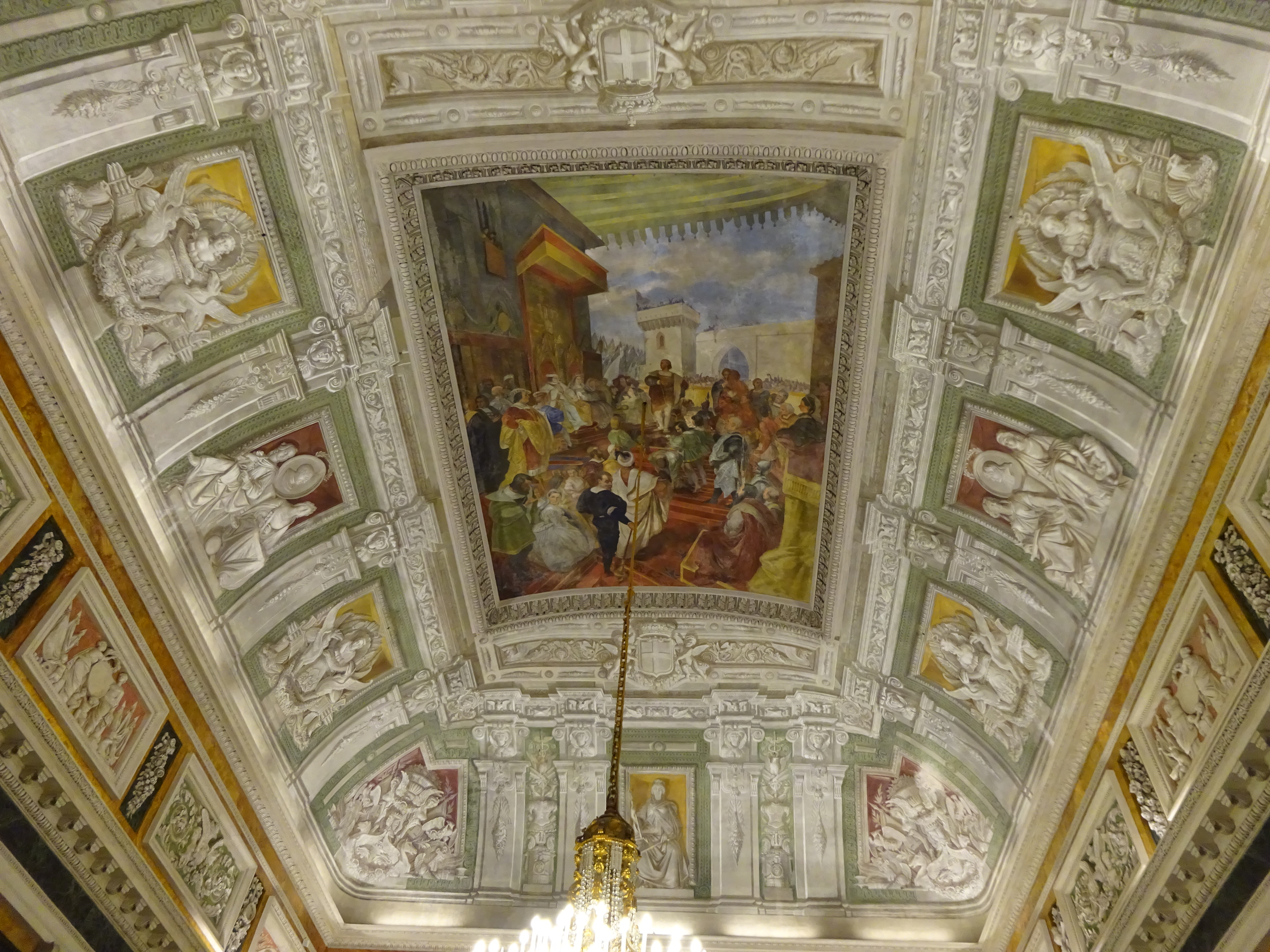
Strop sali reprezentacyjnej

## Zbiory
Pierwsza część muzeum poświęcona sztuce figuratywnej, obejmującej okres od XVI do XVIII wieku, w tym arcydzieła malarskie Gregoria De Ferrari, prekursora malarstwa rokokowego oraz Alessandra Magnasco, którego Piknik w ogrodach Albaro jest zgodnie uznawany za jeden z najbardziej znaczących obrazów XVIII-wiecznej Europy. W dziale rzeźby znajduje się jedno z najbardziej znaczących dzieł Antonia Canovy, stworzona po 1790 roku Magdalena pokutująca. Kolejne sale galerii poświęcone są różnym aspektom historii i kultury dawnej Republiki Genui: handlowi i finansom (kolekcja monet), życiu codziennemu, rzemiosłu (kolekcja miar i wag) oraz sztuce dekoracyjnej związanej z wyposażeniem rezydencji (XVII-wieczne gobeliny, przetykane złotem i srebrem). Kolejny dział stanowi kolekcja ceramiki z Genui, Savony i Albisoli, w tym obszerny zbiór naczyń farmaceutycznych z dwóch genueńskich szpitali, Pammatone i Incurabili, a także jeden z najważniejszych zbiorów europejskiej ceramiki aptecznej. Obok salonów reprezentacyjnych burmistrza znajdzie się sala Paganiniana, poświęcona pamiątkom po skrzypku Niccolò Paganinim, w tym jego słynne skrzypce, skonstruowane przez Giuseppe Guarneri del Gesù.

### Malarstwo

Alessandro Magnasco, Piknik w ogrodach Albaro, ok. 1740
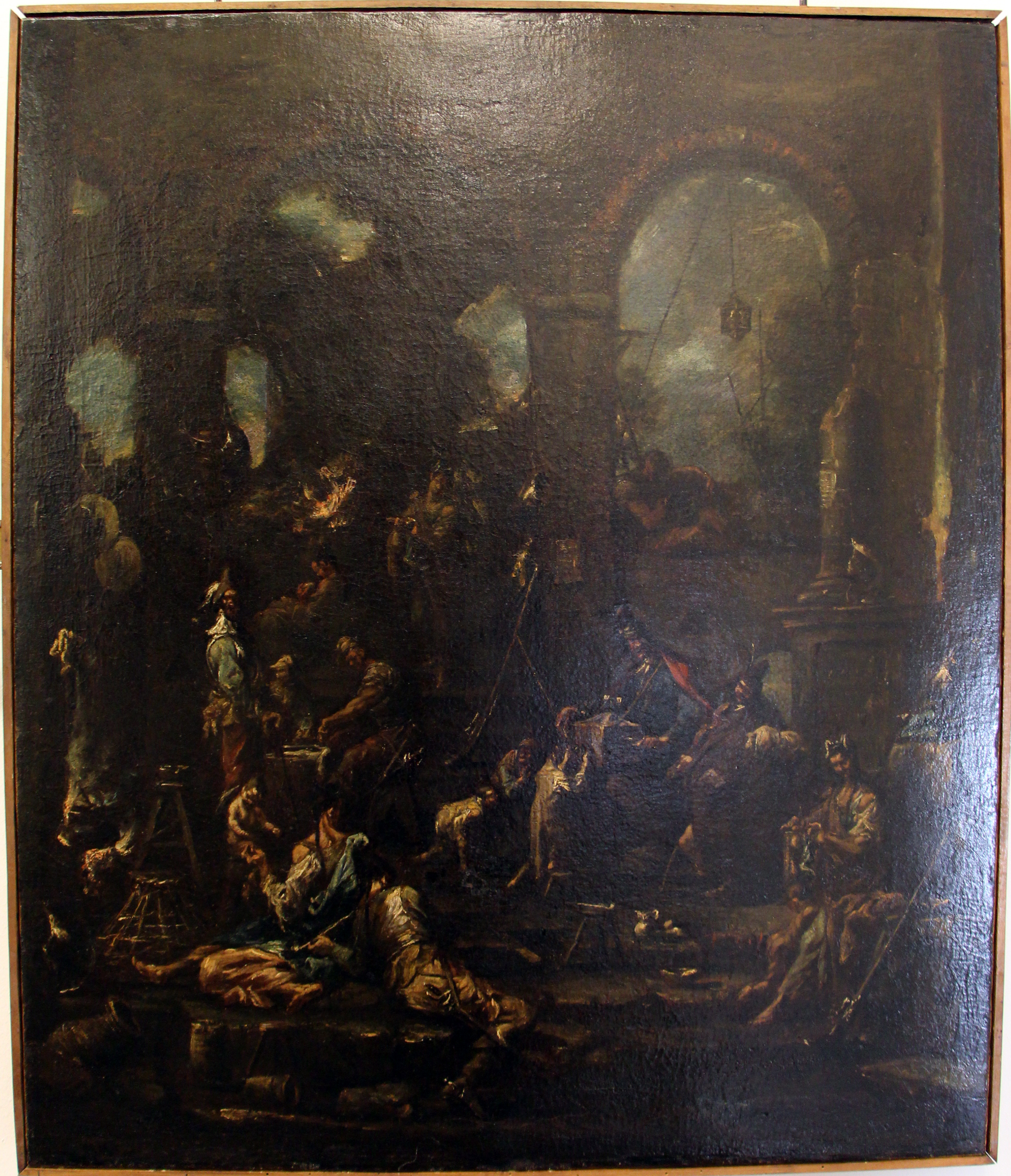
Alessandro Magnasco, Scena z żołnierzami
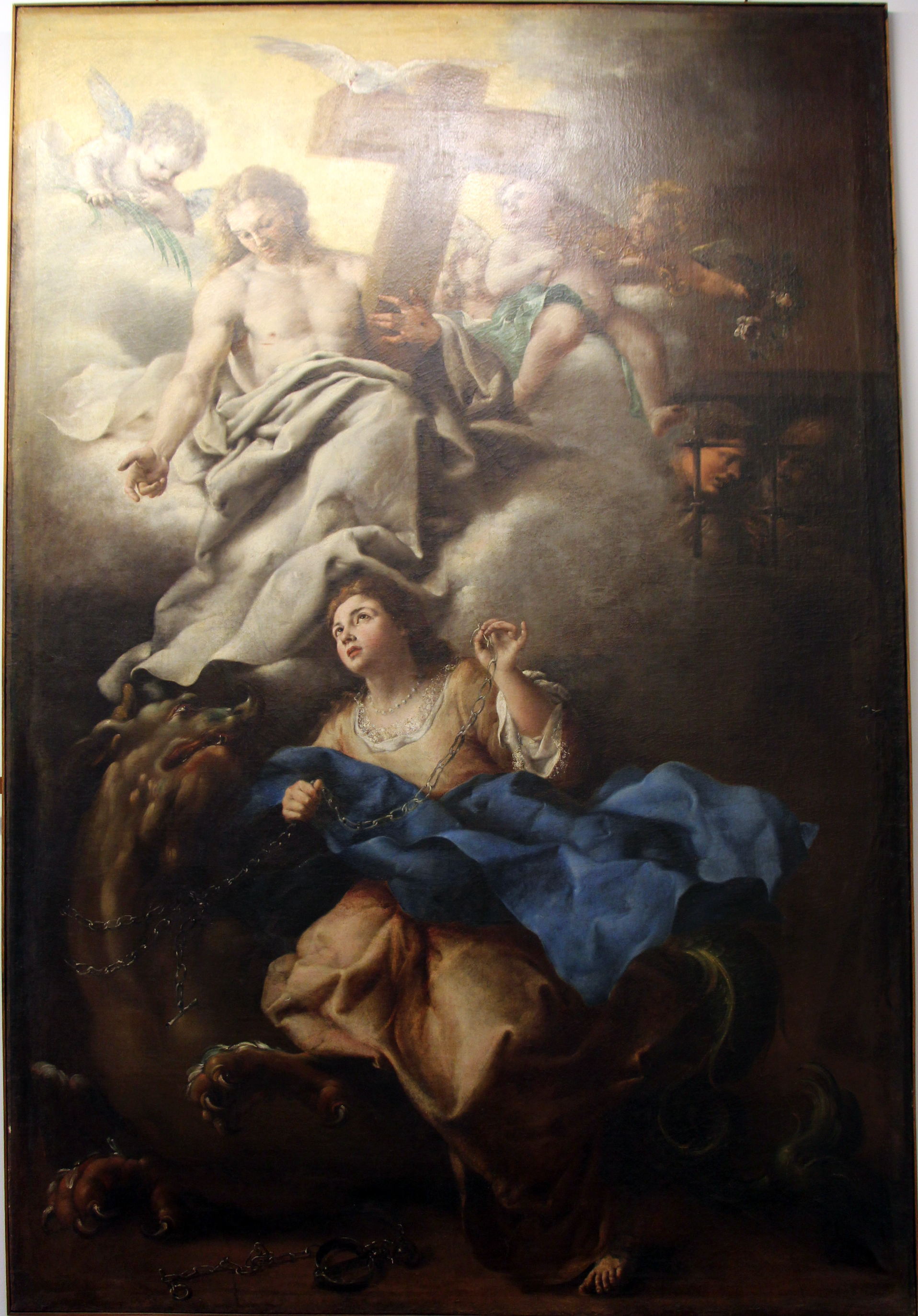
Bartolomeo Guidobono, Wizja św. Małgorzaty
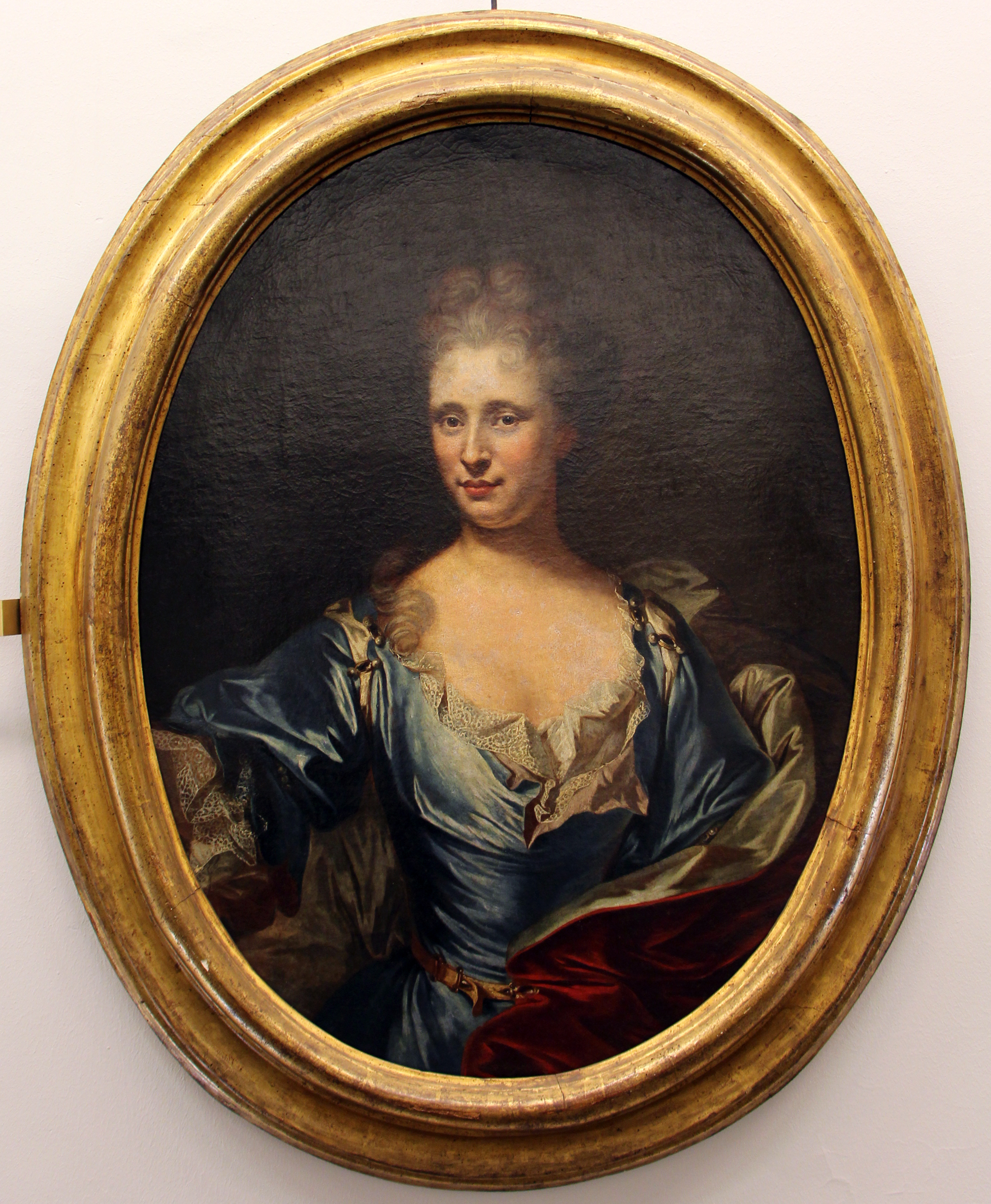
Domenico Parodi, Portret szlachcianki w błękicie
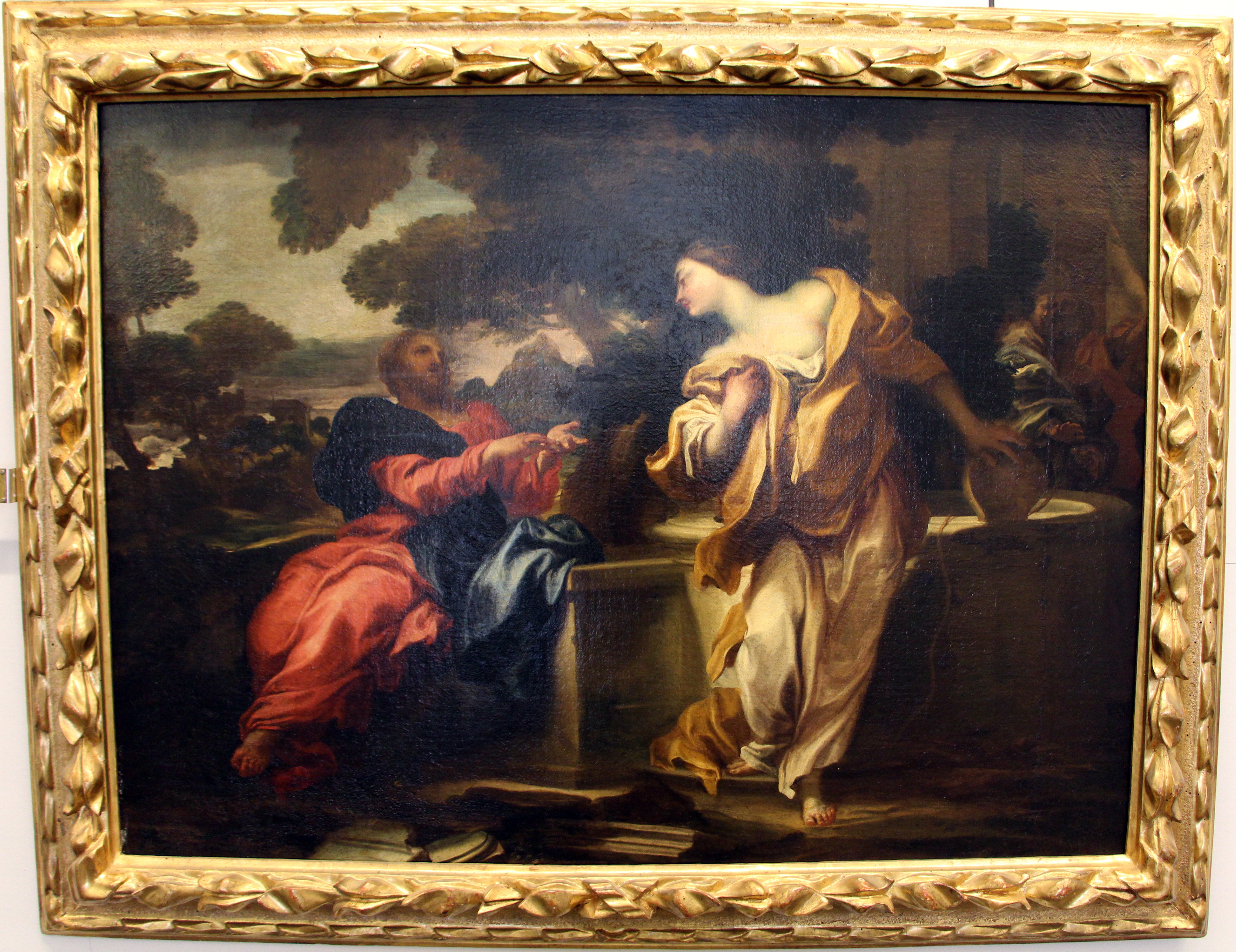
Gregorio De Ferrari, Samarytanka przy studni

### Rzeźba

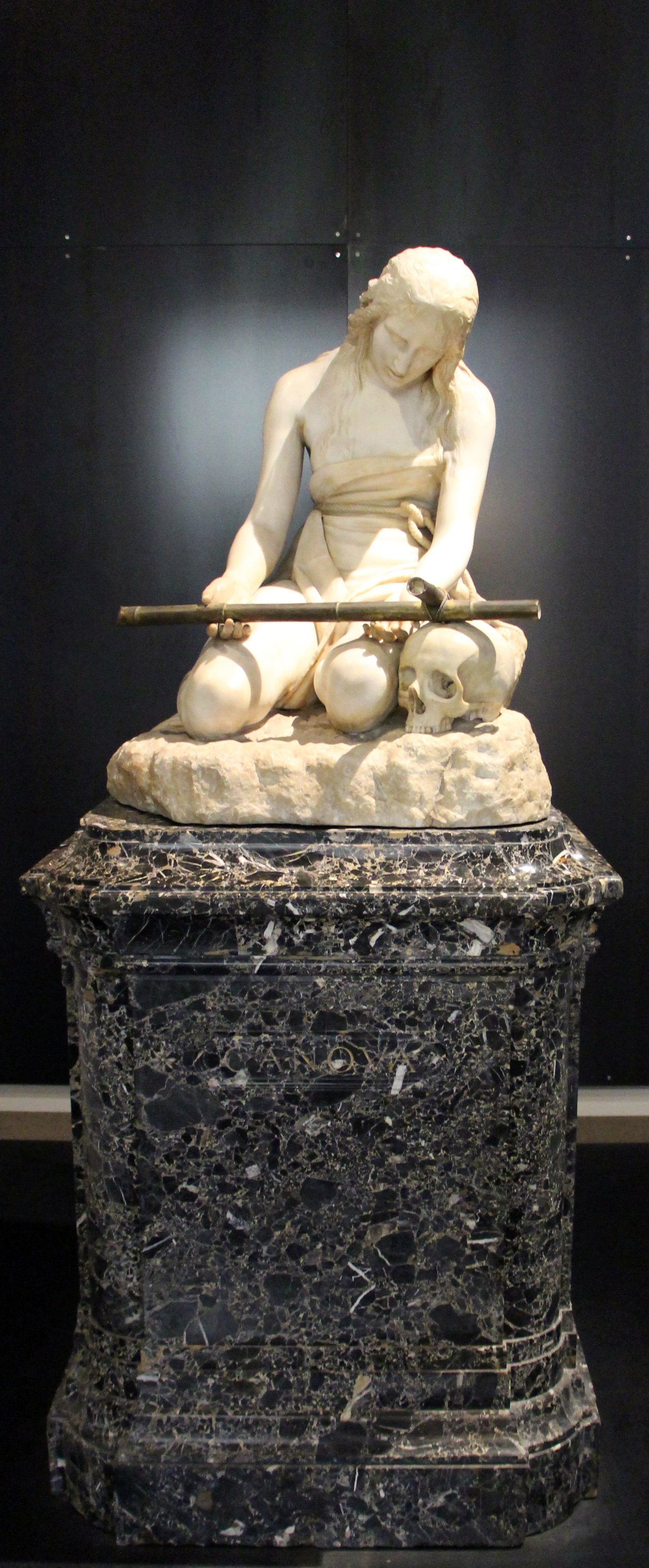
Antonio Canova, Magdalena pokutująca
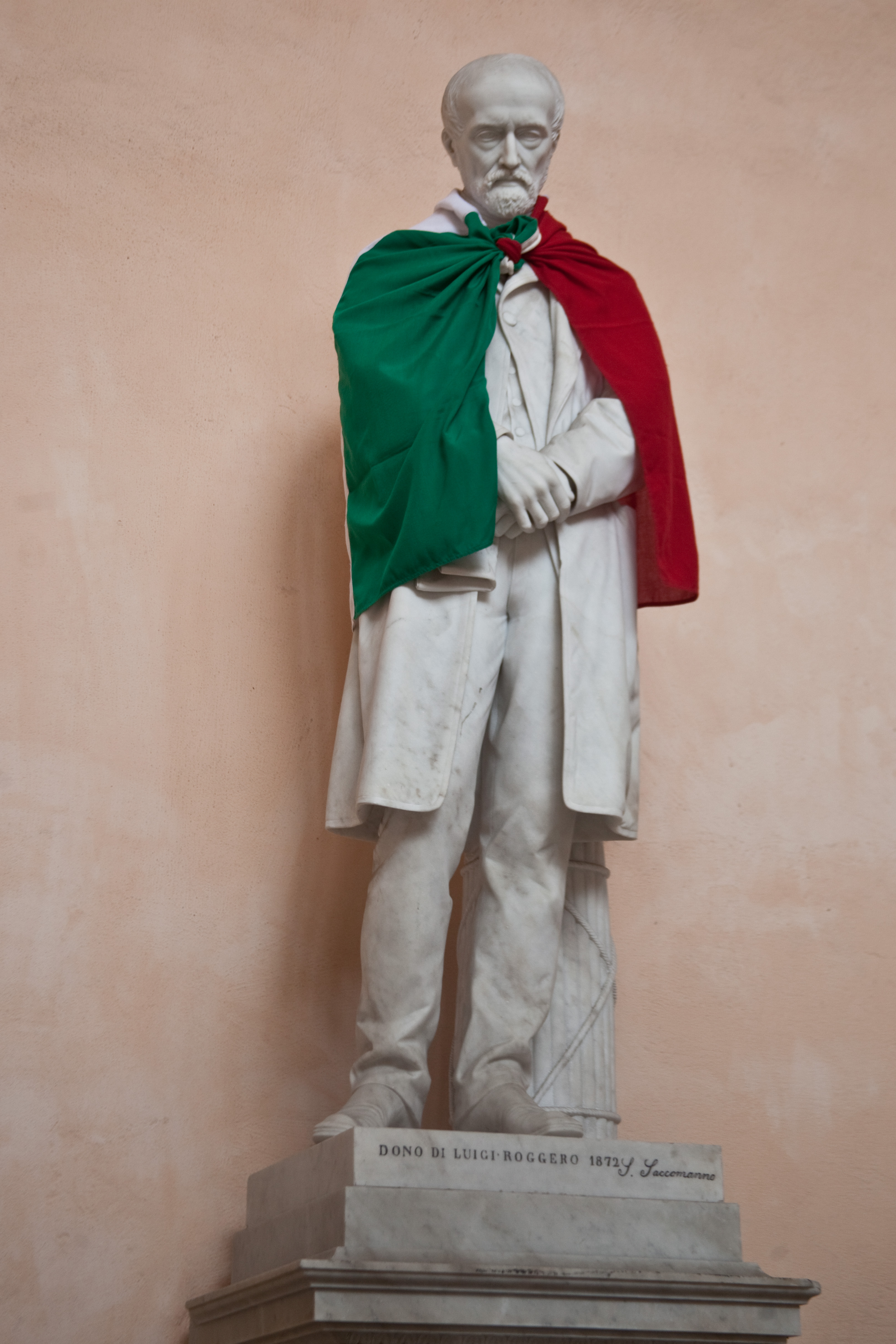
Posąg Giuseppe Mazziniego
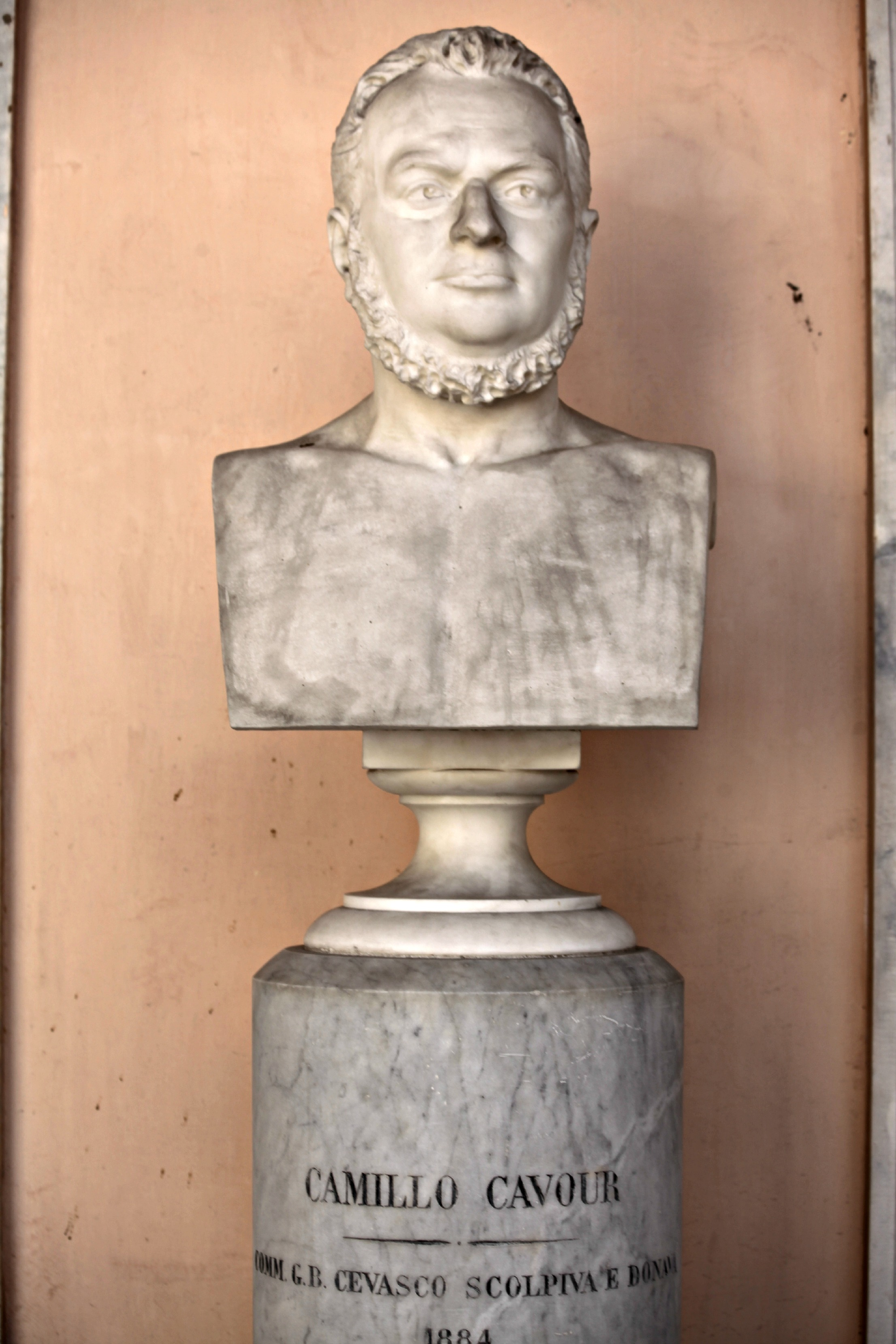
Popiersie Camilla Cavoura
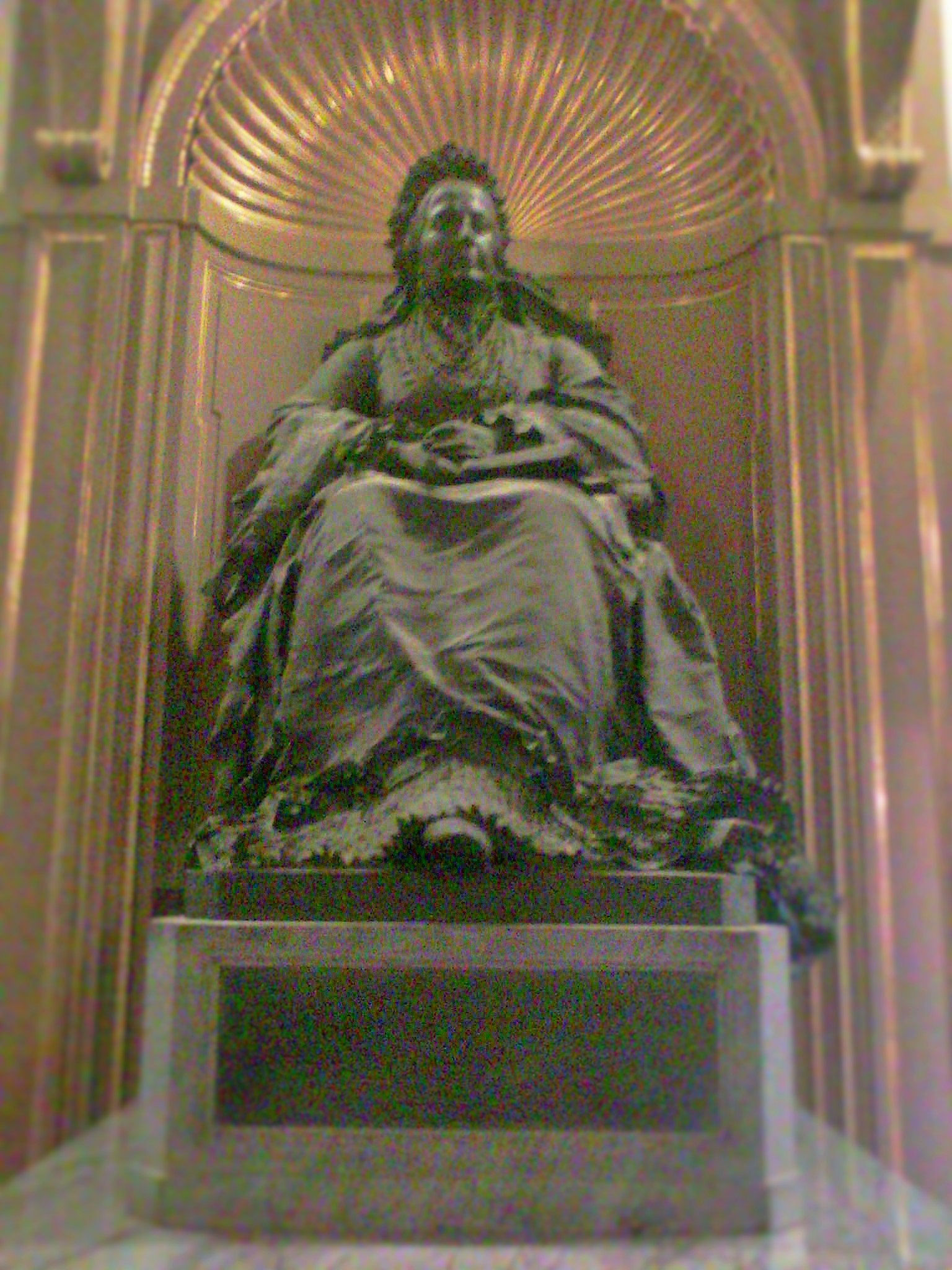
Giuseppe Benetti, Posąg Marii Brignole Sale De Ferrari, księżnej Galliery
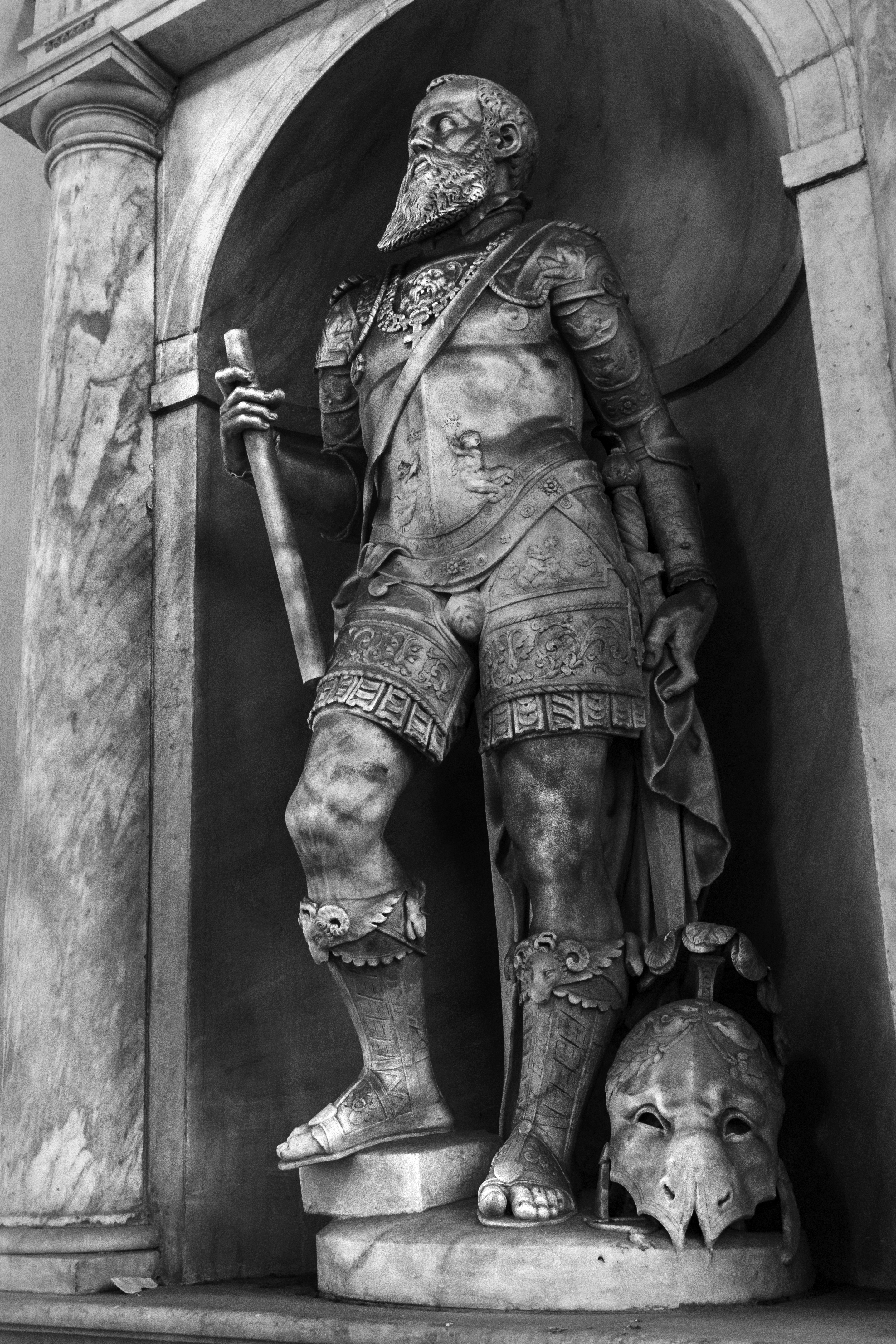
Jeden z posągów w atrium

### Zbiory ceramiczne

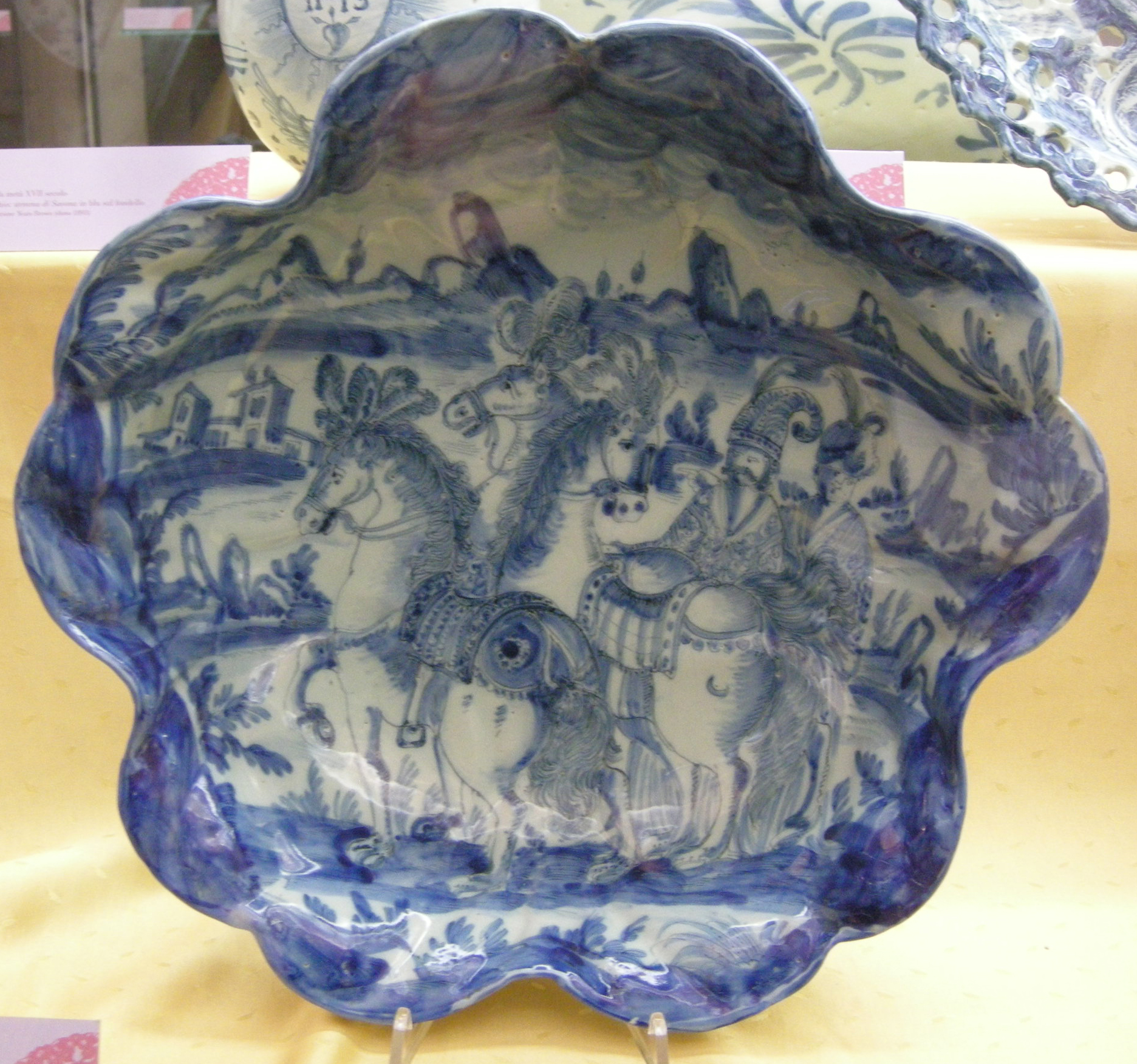
Talerz z manufaktury Conrada Bacile w Albisoli, XVII w.
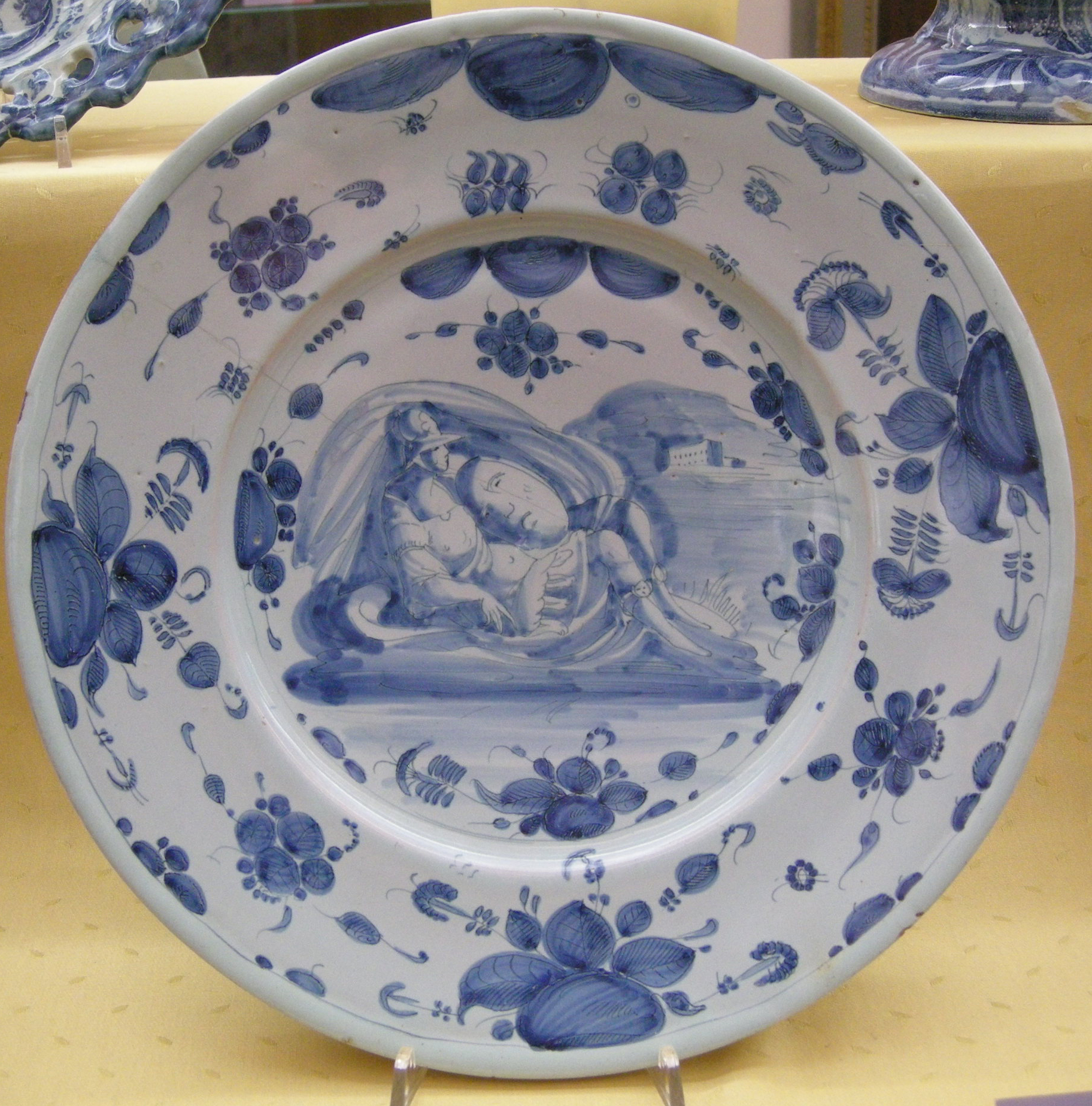
Talerz z manufaktury Grosso w Albisoli, 1650–1700
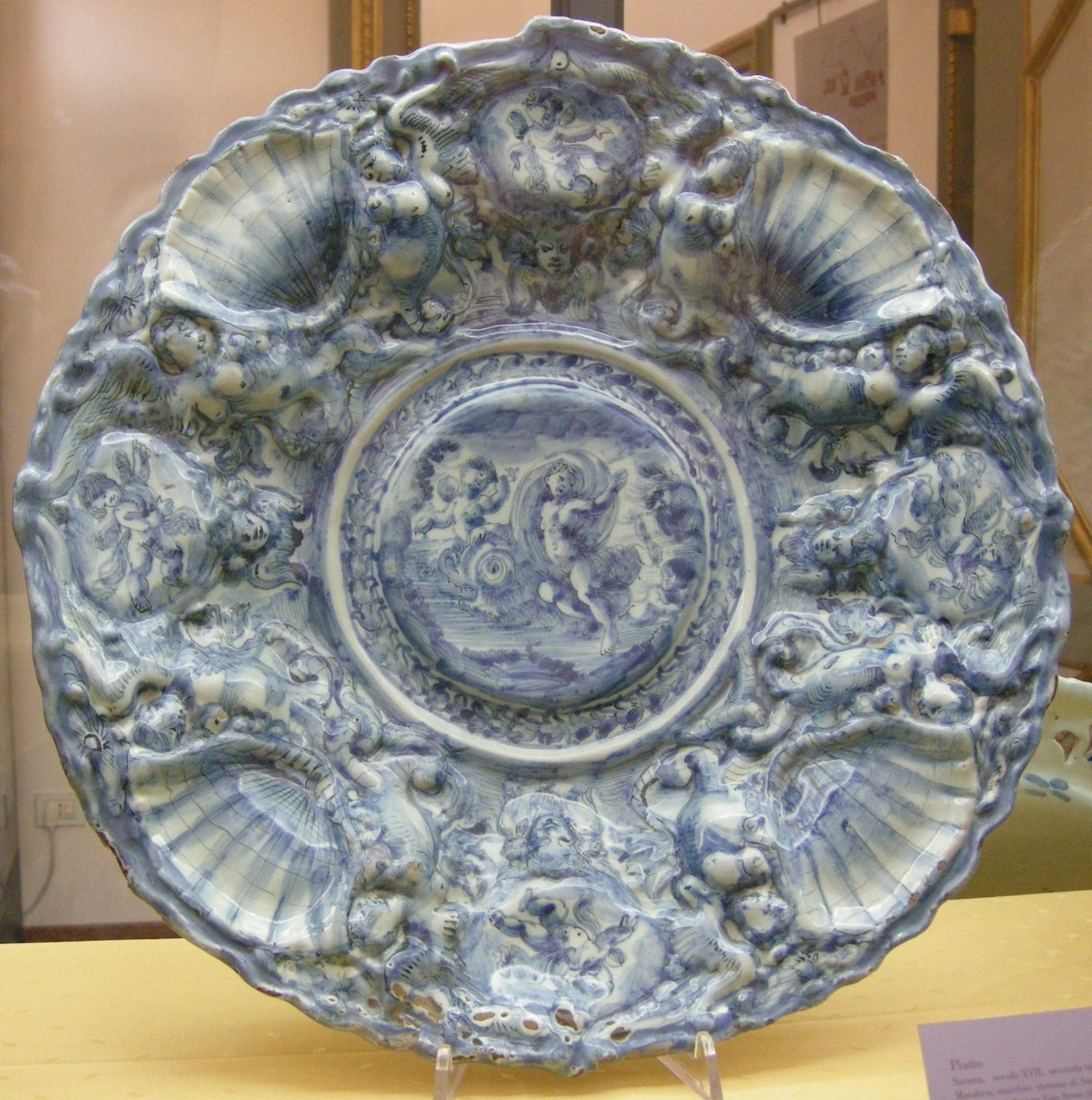
Talerz z Savony, 1650–1700
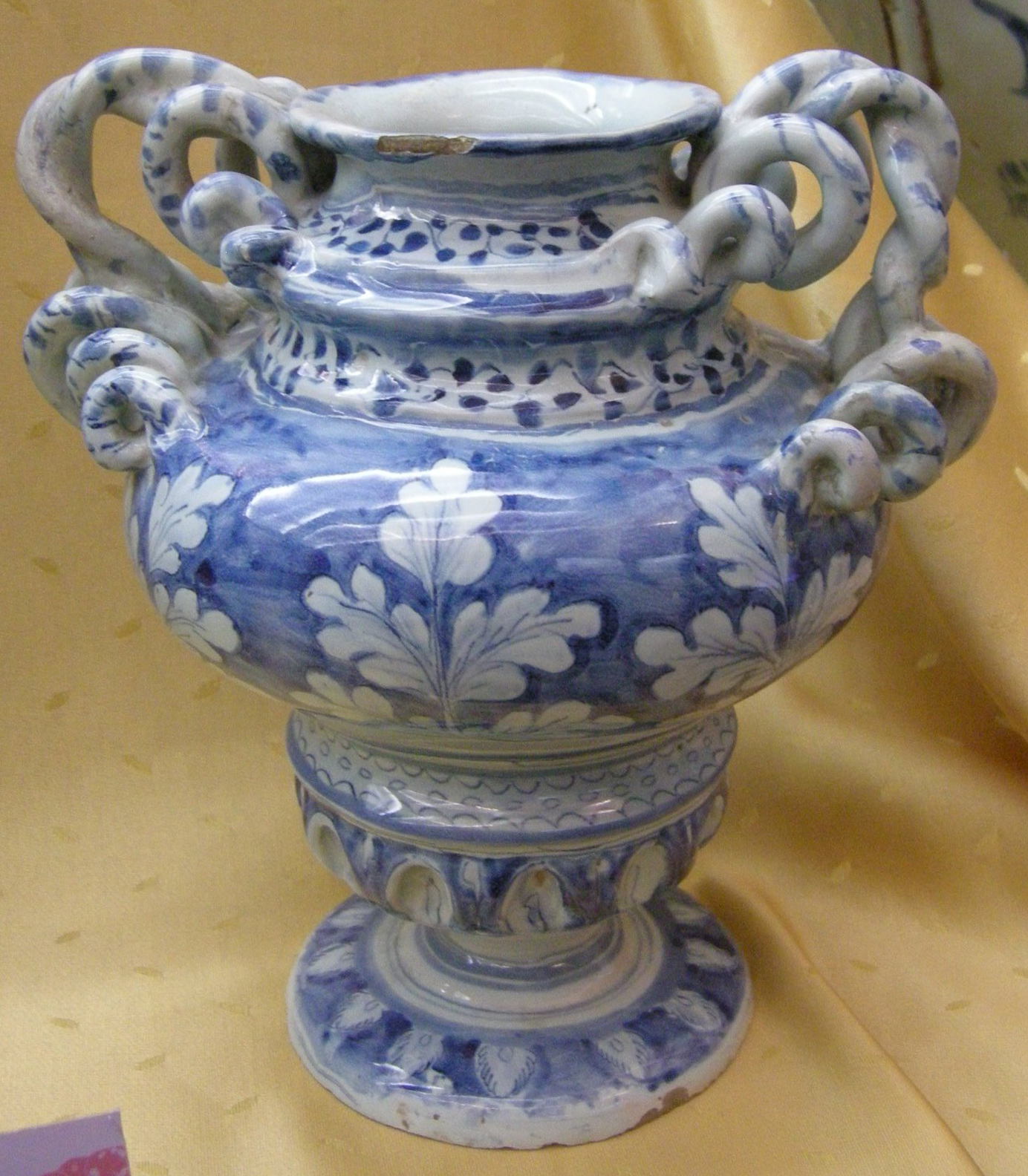
Amfora z Savony, XVII w.
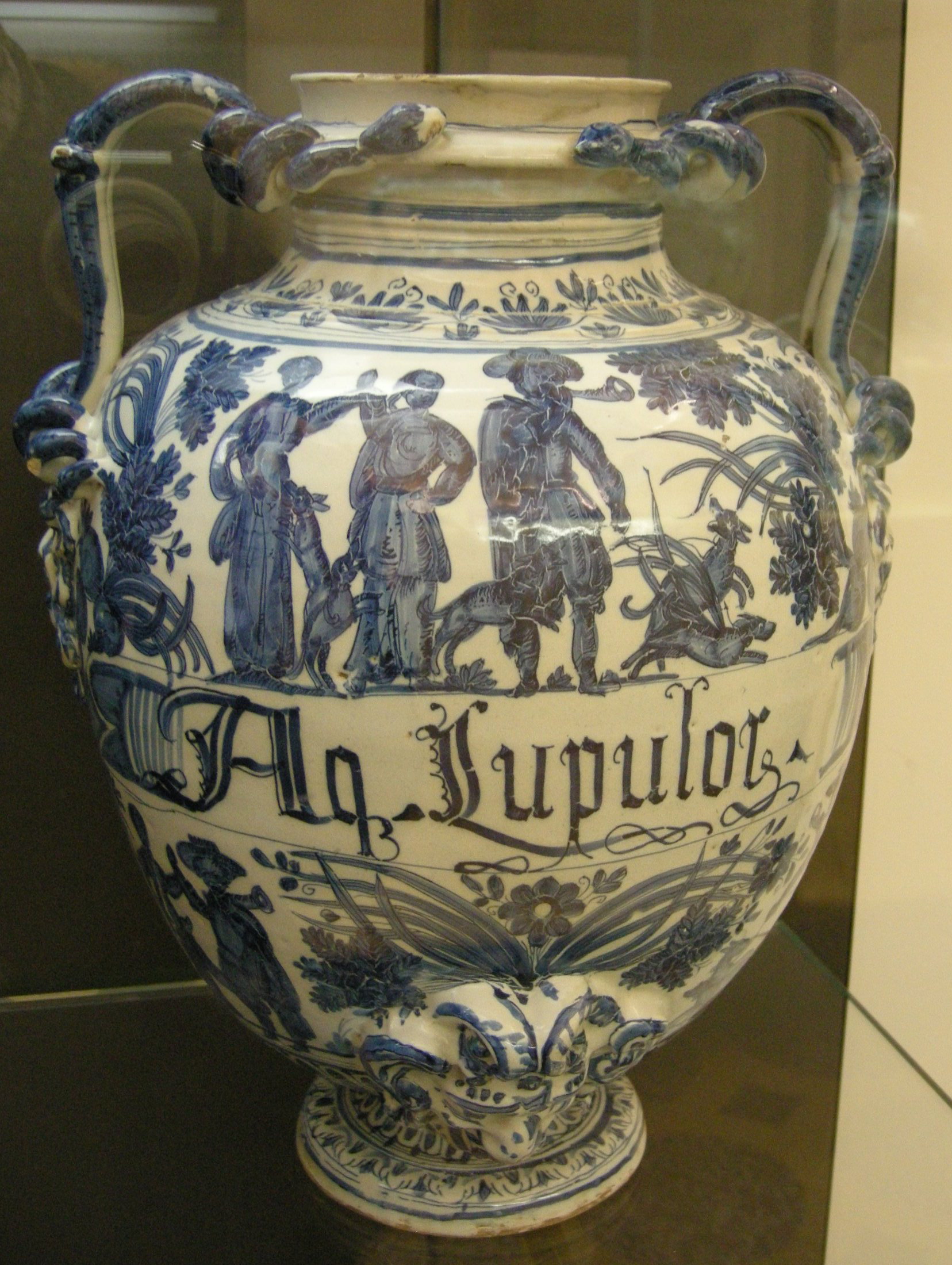
Liguria, wazon farmaceutyczny, XVII w.

### Zbiory numizmatyczne

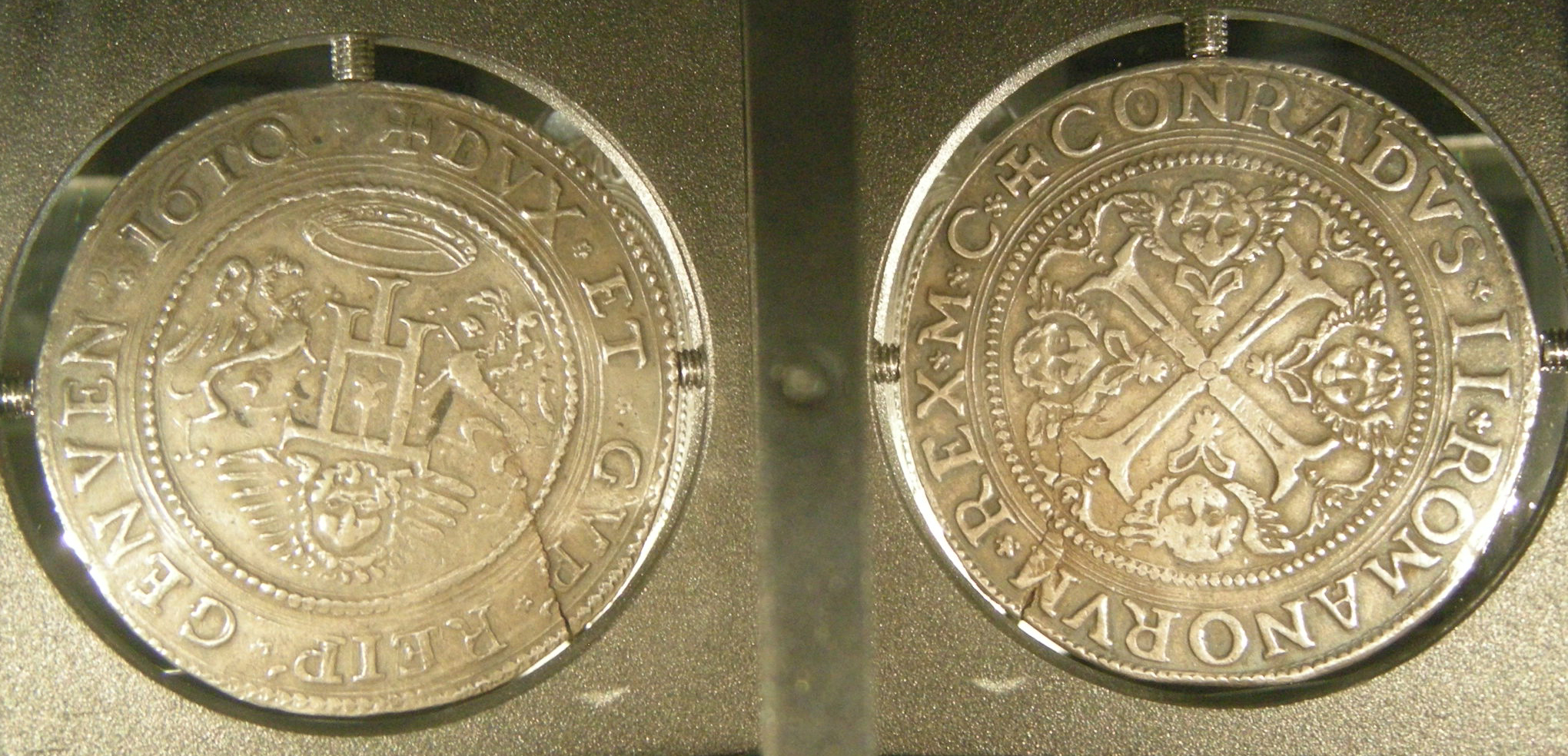
Dwa srebrne skudy, 1610
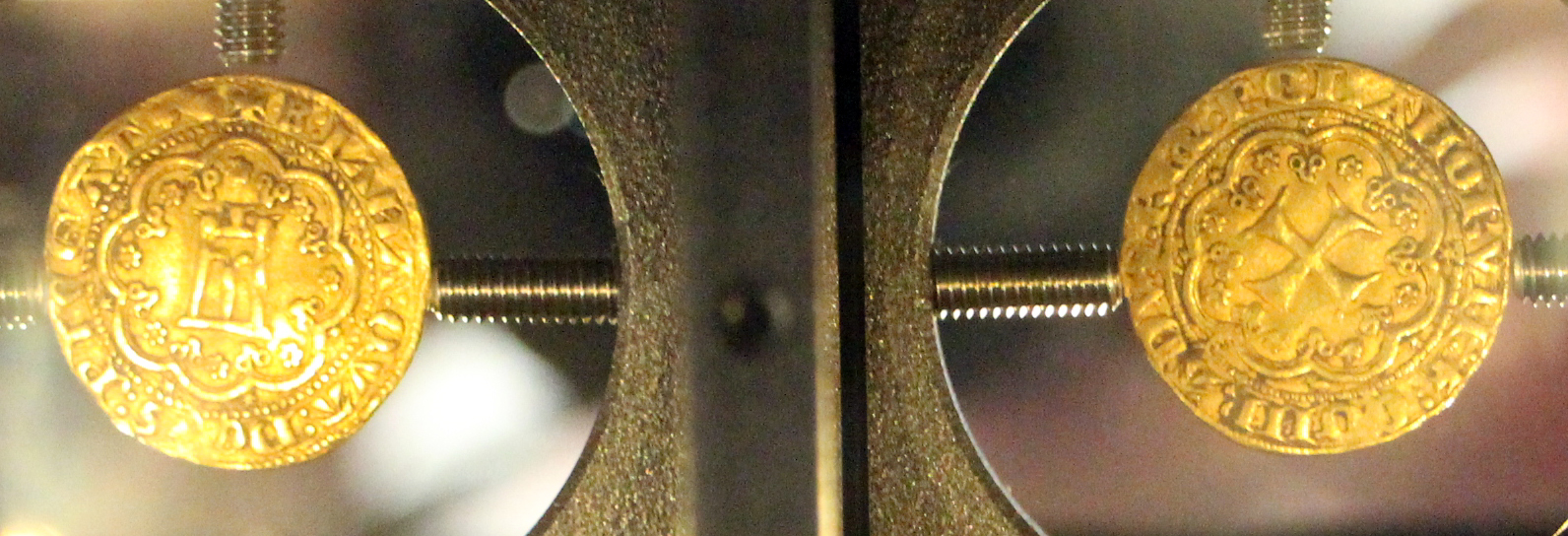
Moneta „genovino”, 1280
Medal Andrei Doria
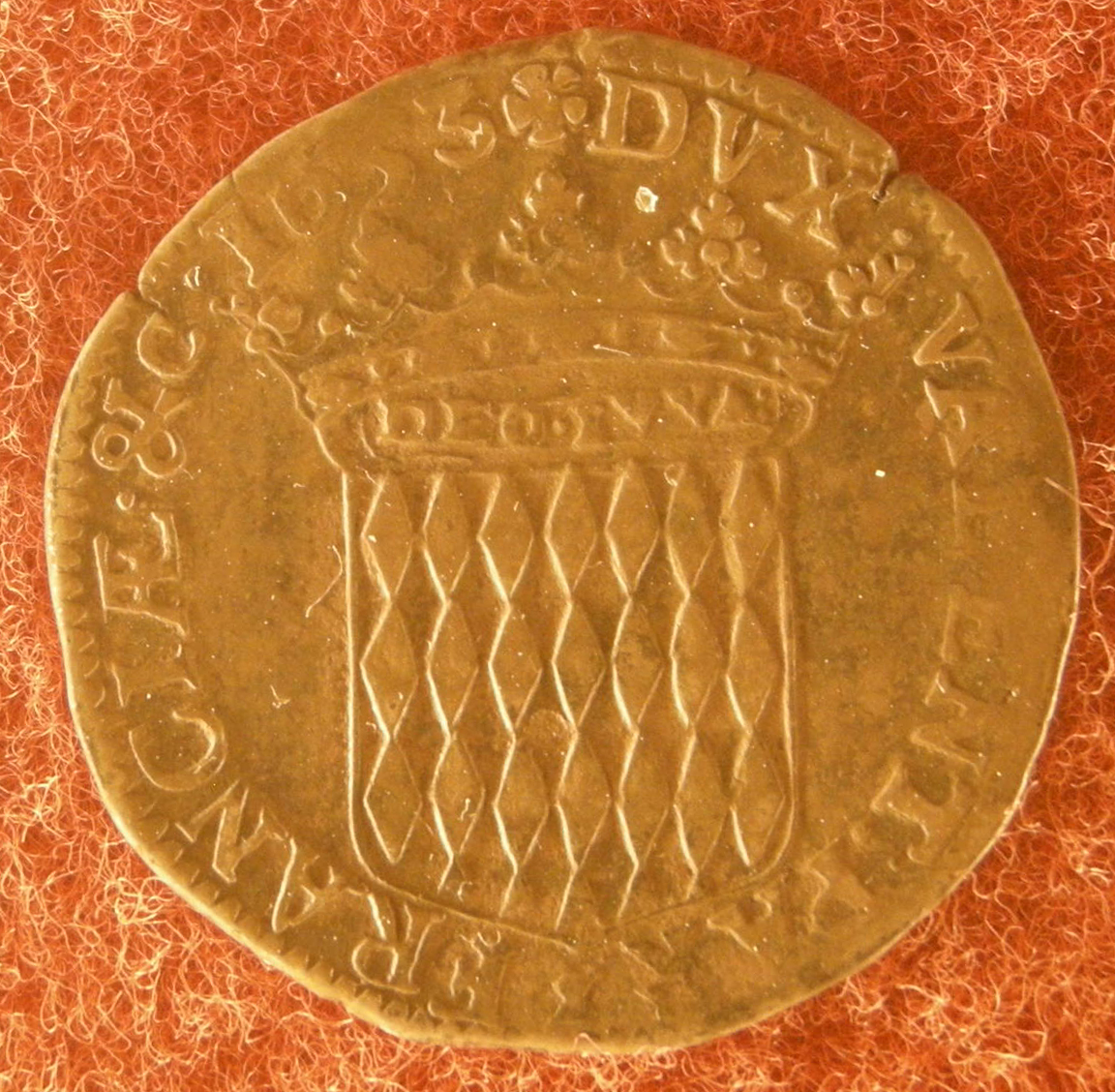
Medal genueński
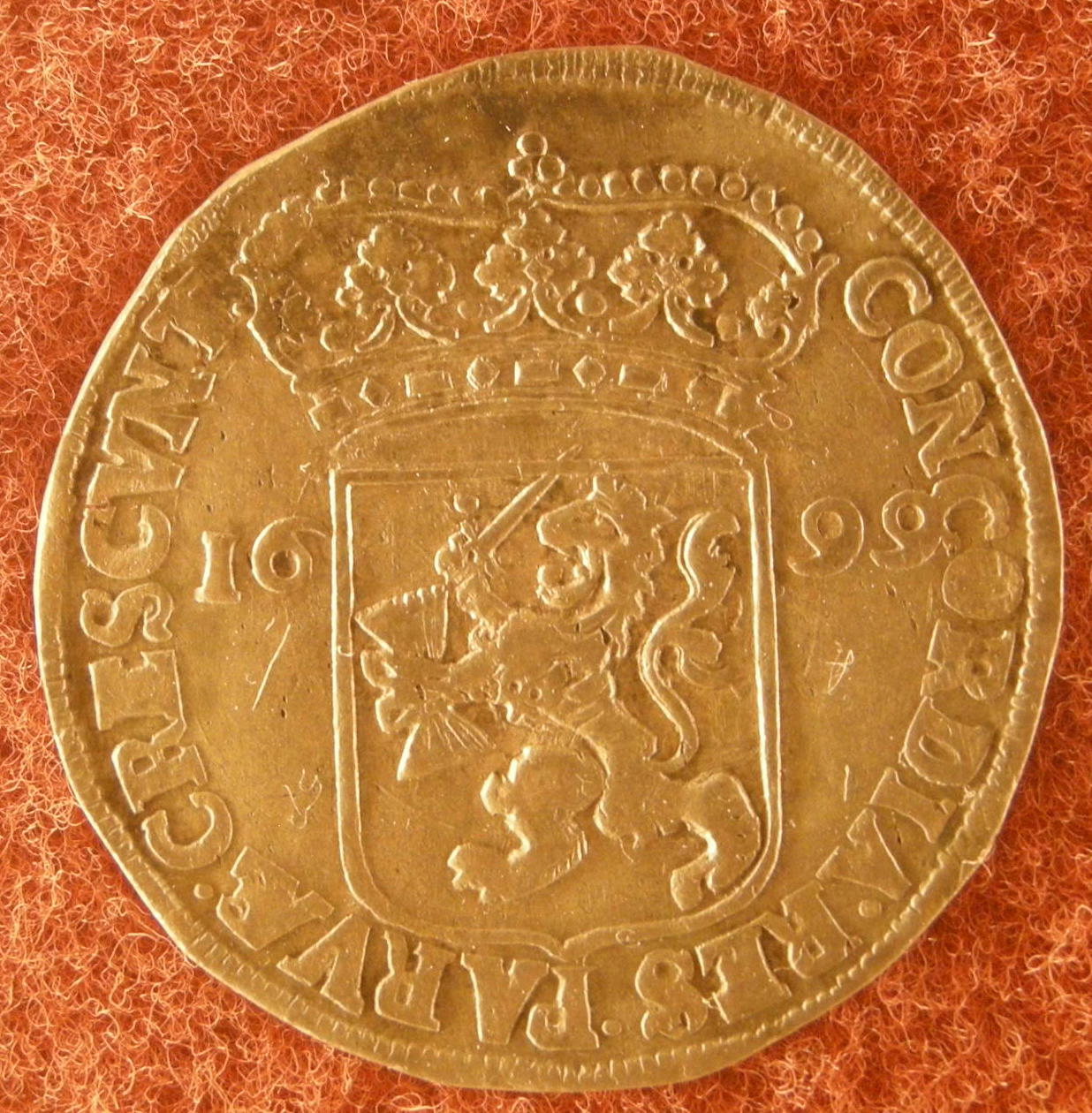
Medal genueński, 1698
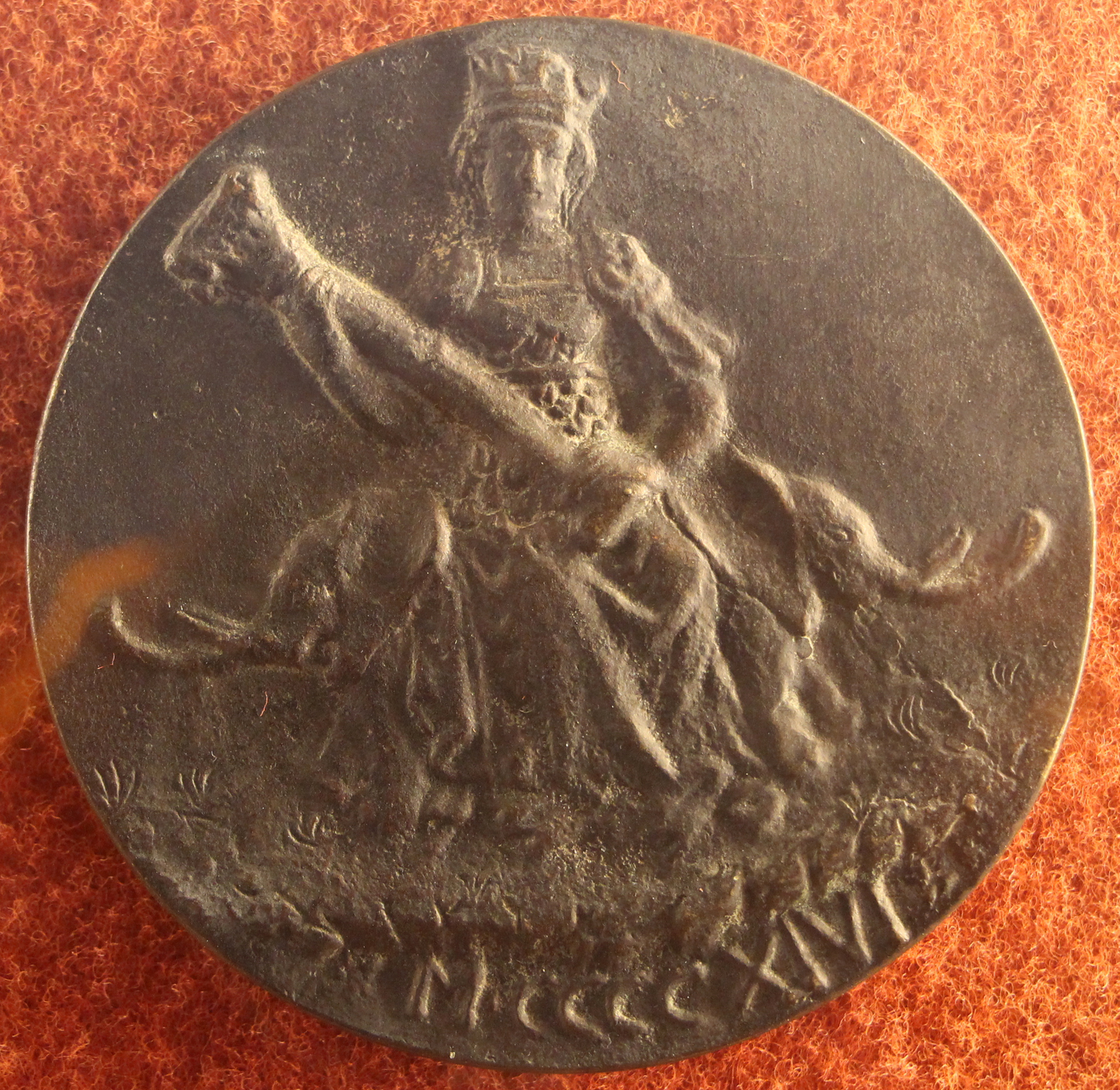
Matteo de' Pasti, medal Sigismonda Pandolfa Malatesty, 1446

### Różne

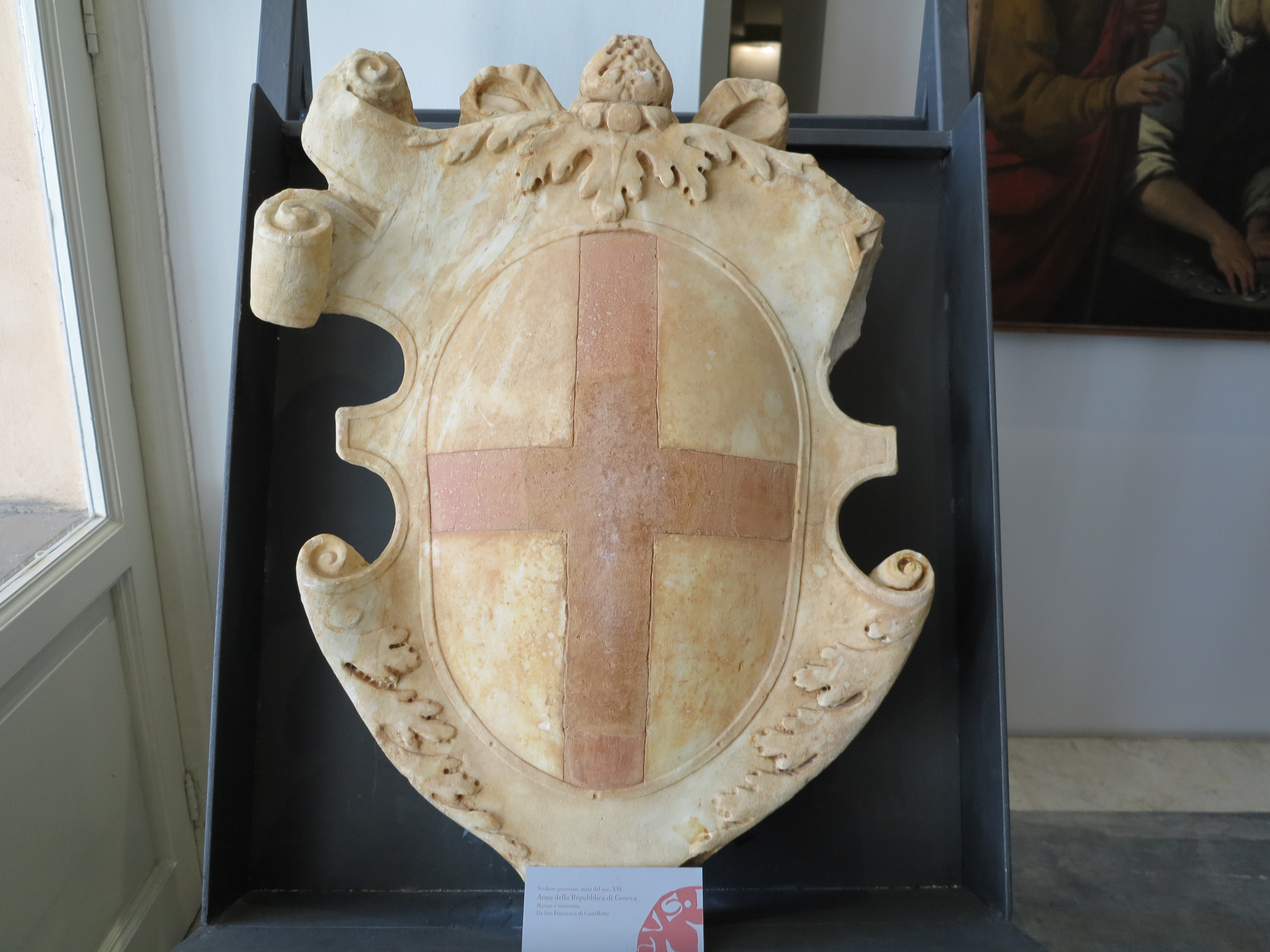
Herb Republiki Genui, poł. XVI w., pochodzący z klasztoru San Francesco di Castelletto
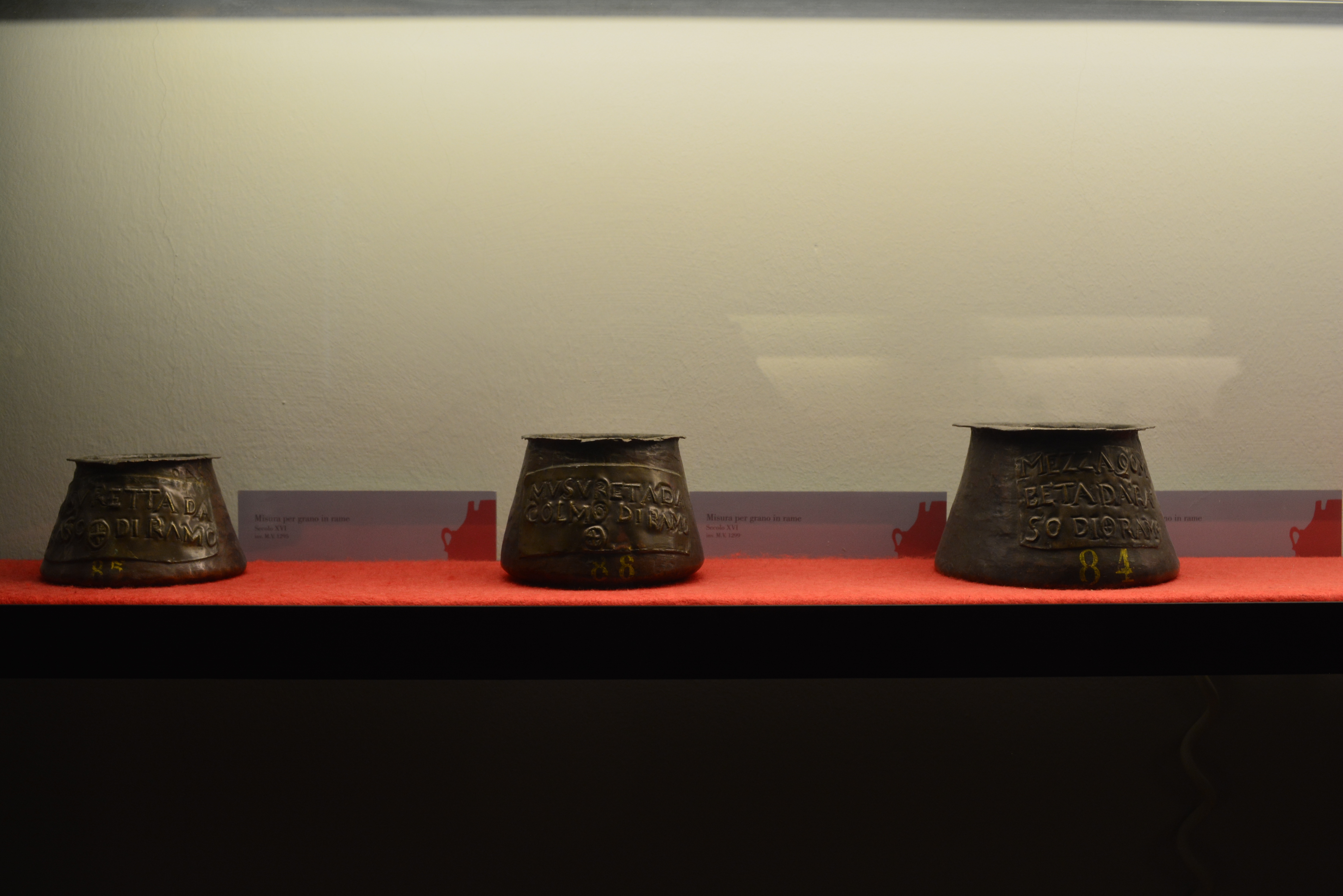
Odważniki
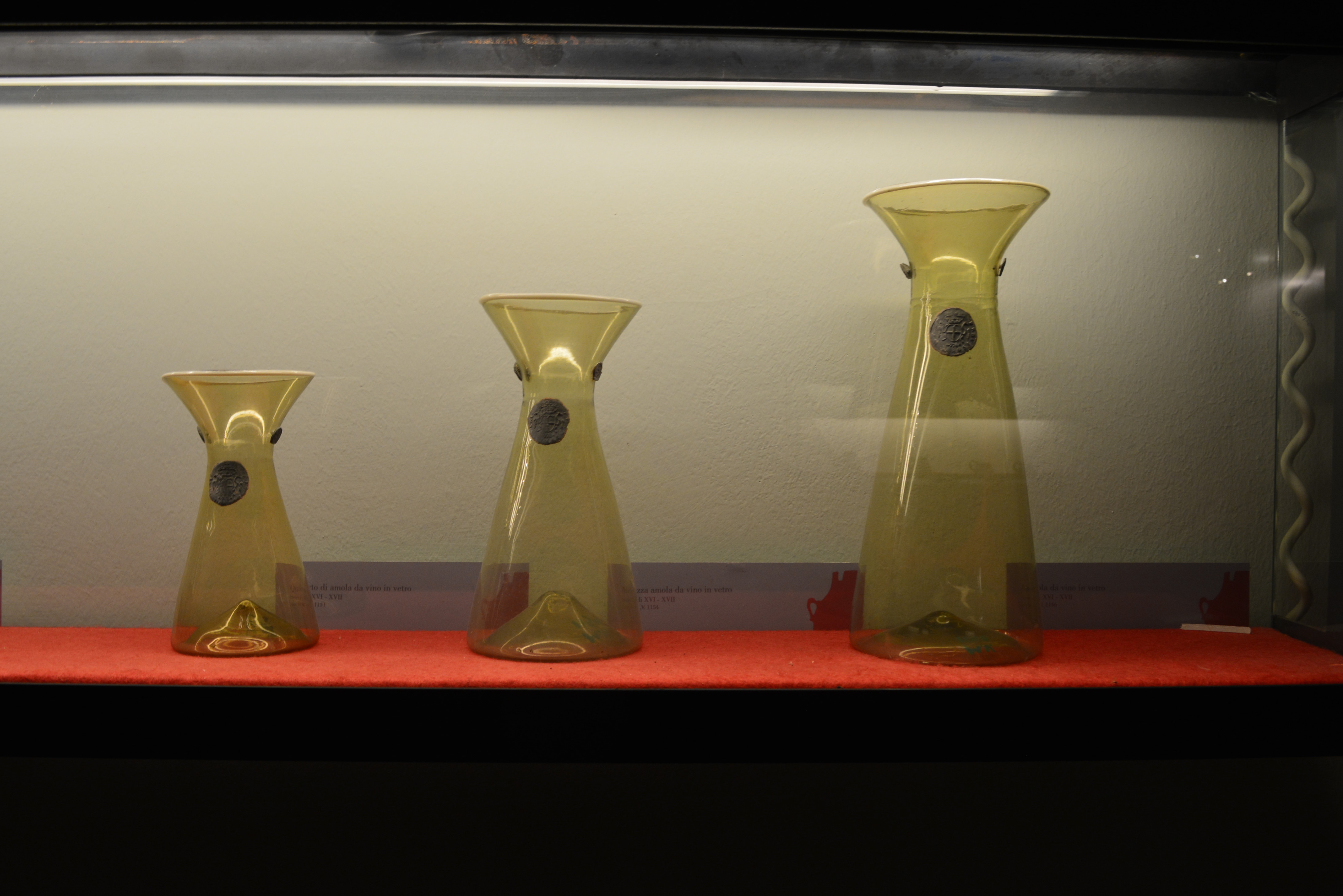
Miary objętości płynów
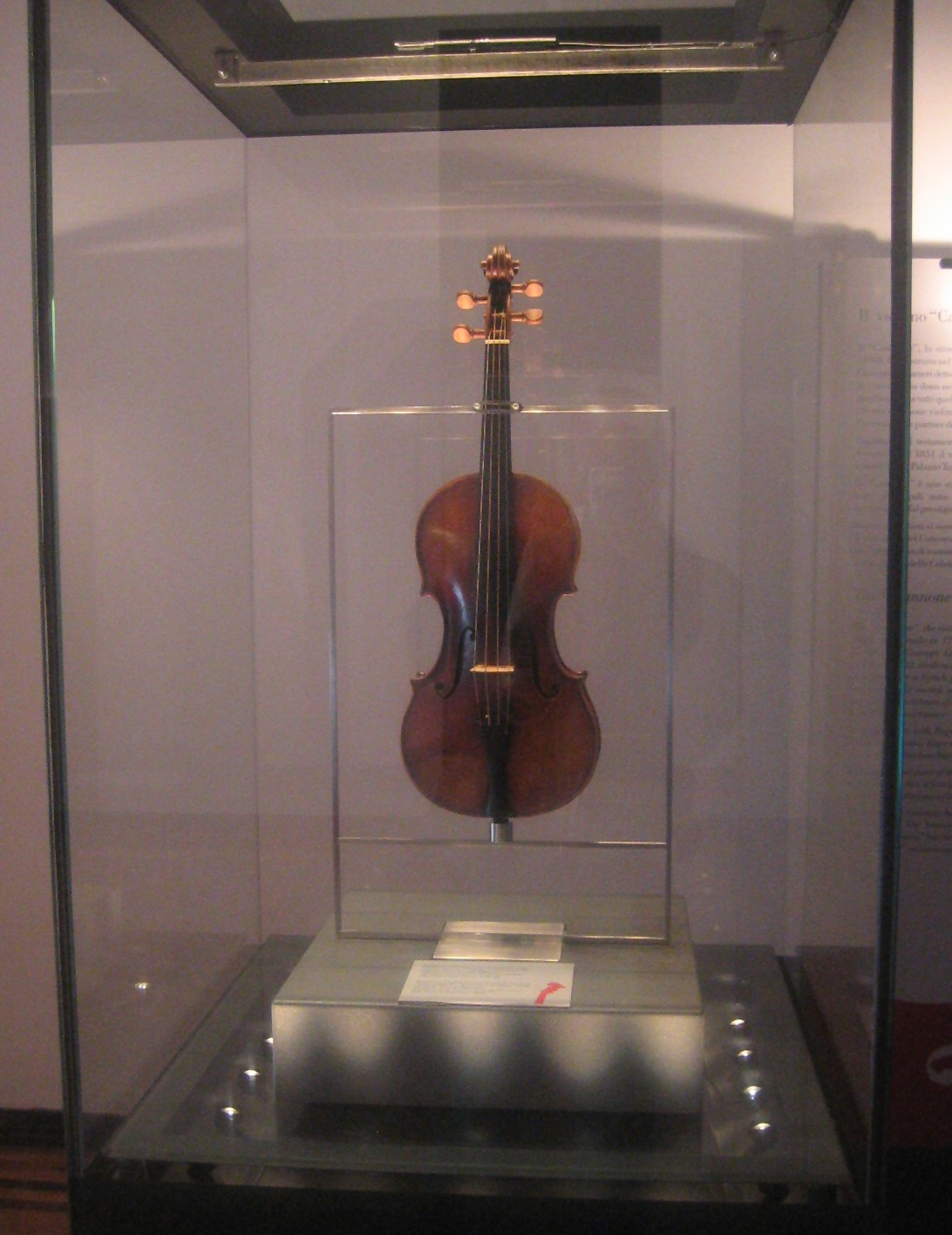
Skrzypce Niccolò Paganiniego